# Moni Dionysiou

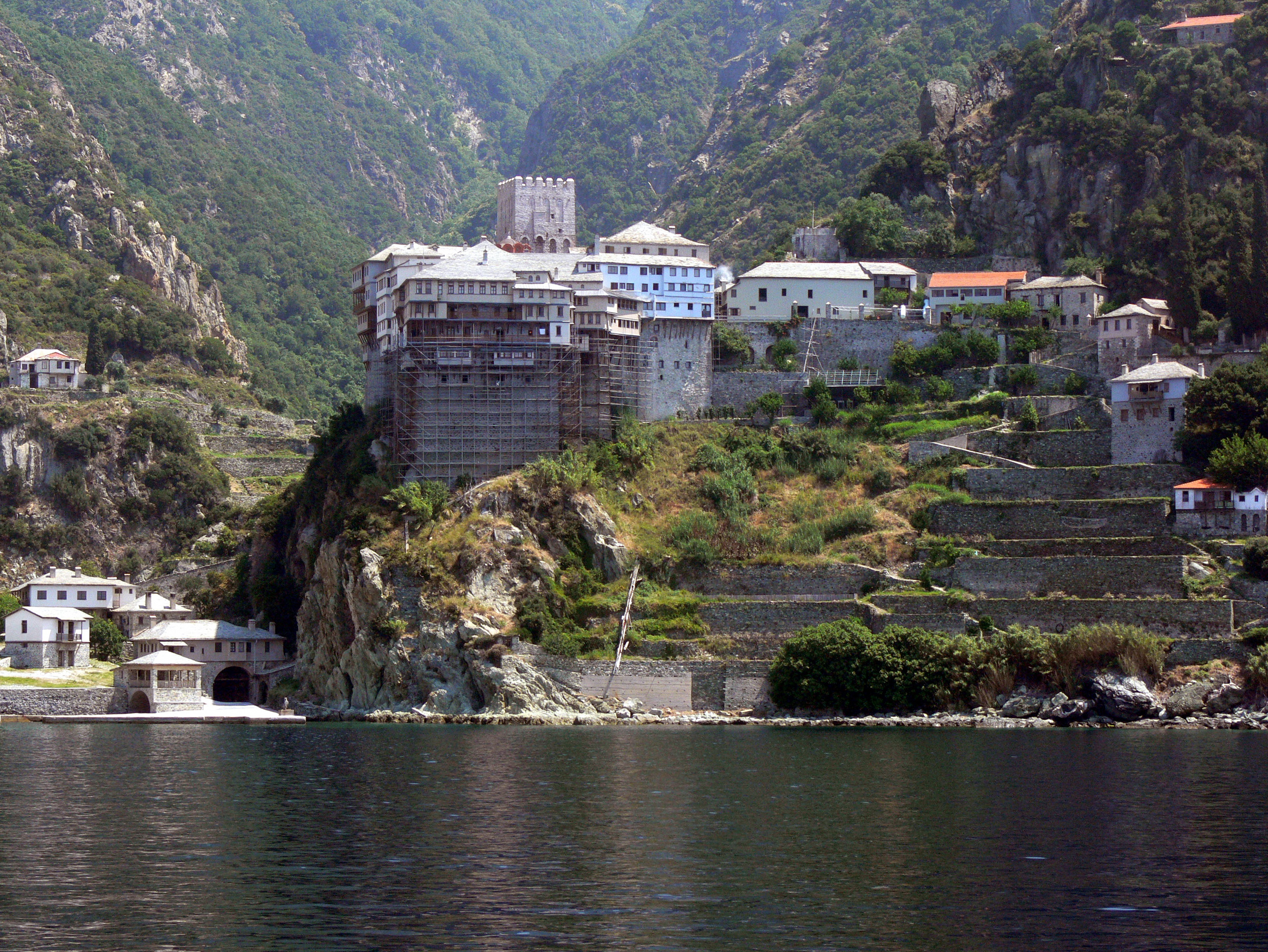
Moni Dionysiou von der See

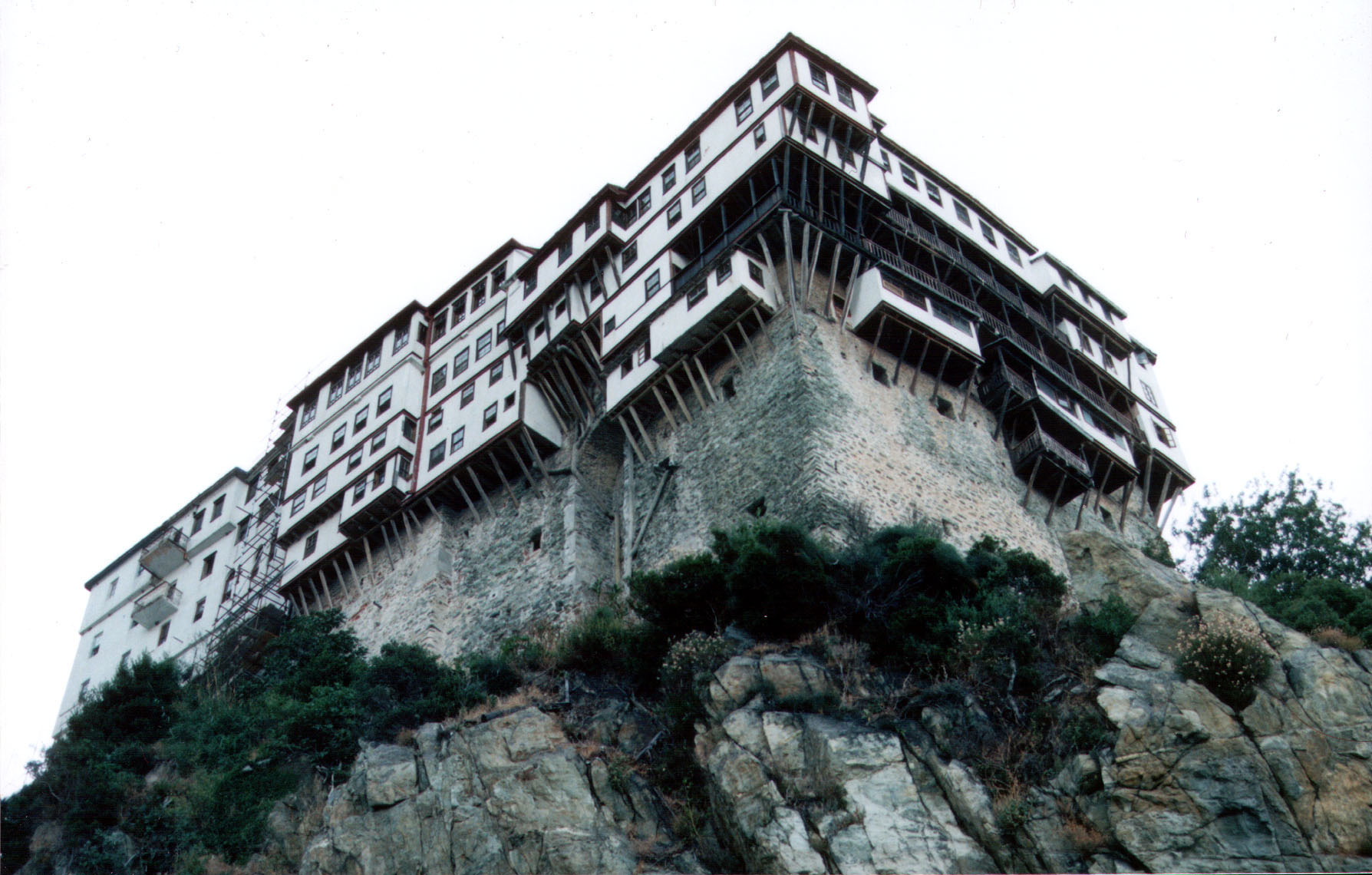
Moni Dionysiou

Moni Dionysiou (griechisch Μονή Διονυσίου) ist ein orthodoxes Kloster auf der südwestlichen Seite der Halbinsel Athos in Griechenland. In der Hierarchie der Athos-Klöster befindet es sich an fünfter Stelle. Es ist eines der 20 selbstverwalteten Klöster auf Athos und wurde Johannes dem Täufer gewidmet. 
Heute besteht die Gemeinschaft des Klosters aus etwa 50 Mönchen.

## Geschichte
Das Kloster wurde in der Mitte des 14. Jahrhunderts vom Mönch Dionysios von Koryssos im Bezirk Kastoria gegründet und nach ihm benannt. Finanzielle Unterstützung erhielt er von Kaiser Alexios III. Komnenos von Trapezunt. Im Jahr 1535 wurde das Kloster durch ein Feuer zerstört. Es wurde wieder aufgebaut; seither ist die Architektur unverändert geblieben.

## Architektur und kulturelles Erbe
Das gesamte Kloster ist auf über 80 Meter hohen Mauern erbaut, die ihrerseits auf einem Felssporn aufsitzen, der überhängend aus dem Meer herausragt. Der obere Teil der Klosteranlage ist von Balkonen und Galerien gesäumt, die kühn über dem Abgrund hängen. Der knappe zur Verfügung stehende Raum machte es erforderlich, dass die gesamte Struktur der Klostergebäude ringsherum an den rotfarbenen Katholikon angebaut wurde. 
Die Fresken in der Kirche und im Refektorium werden Zorzi aus Kreta zugeschrieben und stammen aus dem Jahr 1547.
Die Bibliothek des Klosters umfasst 804 Manuskripte und mehr als 4000 gedruckte Bücher. Die ältesten Manuskripte stammen aus dem 11. Jahrhundert.

## Manuskripte
- Codex Athous Dionysius
- Unzial 050

## Galerie

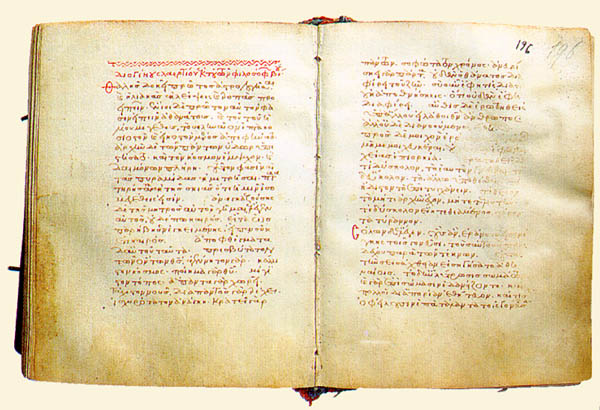
Kloster Dionysiou, Kodex 90, eine Handschrift aus dem 13. Jahrhundert mit Teilen von Herodot, Plutarch und (hier gezeigt) Diogenes Laertios